# Mimi Polk Gitlin
Pour les articles homonymes, voir Gitlin.
Mimi Polk Gitlin est une productrice américaine.

## Filmographie
- 1987 : Traquée (Someone to Watch Over Me)
- 1991 : Thelma & Louise
- 1992 : 1492 : Christophe Colomb (1492: Conquest of Paradise)
- 1994 : Mon ami Dodger (Monkey Trouble)
- 1994 : Les Leçons de la vie (The Browning Version)
- 1996 : Lame de fond (White Squall)
- 1999 : Clubland (en)
- 2000 : Amazing Grace
- 2000 : Morceaux choisis (Picking Up the Pieces)
- 2002 : Mauvais piège (Trapped)